# Gamalama
Gamalama je sopka na indonéském ostrově Ternate v Moluckém moři. Patří k nejaktivnějším v Indonésii a sopečné produkty pokrývají prakticky celý ostrov. Masiv vulkánu křižuje riftová zlomová linie, paralelní s pobřežím nedalekého ostrova Halmahera. Ta je lemovaná vícero maary a sopečnými krátery. Vrchol Gamalami tvoří trojice sypaných kuželů. K poslední erupci došlo v říjnu 2018.

## Vulkanismus

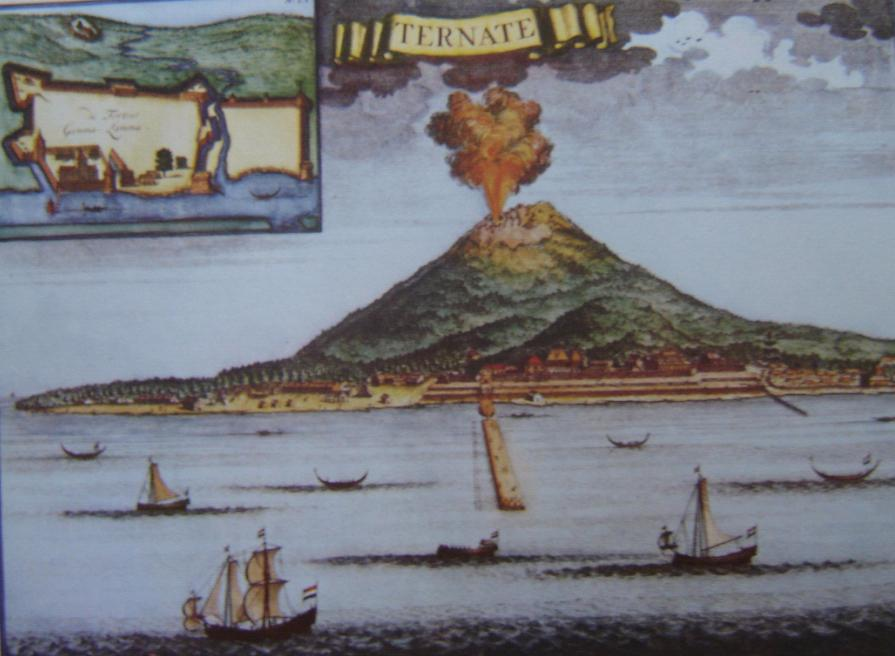
Vulkán Gamalama na ostrově Ternate, Nizozemská východní Indie v roce 1720

Historické erupce jsou dobře zdokumentované portugalskými a nizozemskými obchodníky s kořením již od první poloviny 16. století. 
Erupce jsou ve většině případů situované na vrcholový kráter, vyjma let 1763, 1770, 1775 a 1962, kdy centrem erupcí byly parazitické krátery na svazích hory. Událost z roku 1775 měla za následek smrt 1 300 lidí.
Výbuch dne 4. prosince 2011 vyvrhl sopečný materiál do výšky 2 km. Tisíce obyvatel v nedalekém Ternate City uprchly kvůli sopečnému spadu, jenž město zasypával. 4 osoby zabil lahar a teprve až po 23 dnech se vulkán uklidnil. Menší erupce nastaly ještě v září následujícího roku. 
Sopečná aktivita 18. prosince 2014 donutila uzavřít místní letiště na ostrově, neboť přistávací dráhu pokryla vrstva popela tlustá 5 cm. 